# Cyanotype

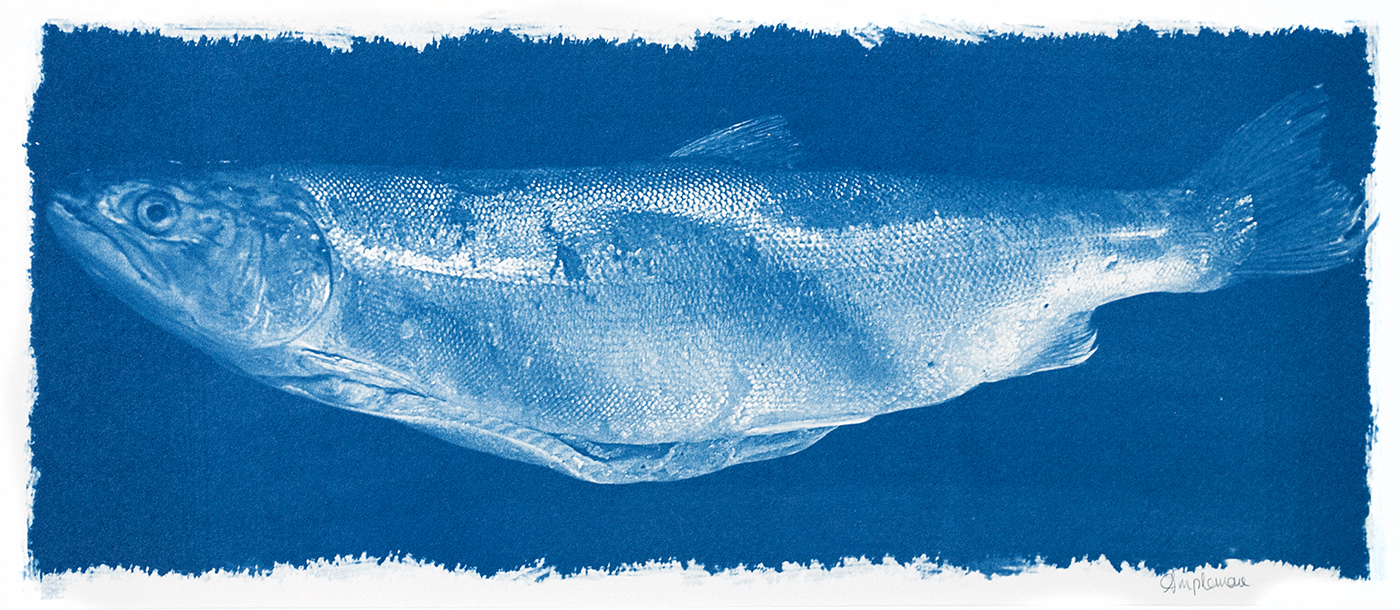
Photographie d'un saumon réalisée en cyanotype (2012).

Le cyanotype est un procédé photographique monochrome négatif ancien, par le biais duquel on obtient un tirage photographique bleu de Prusse, bleu cyan. Cette technique a été mise au point en 1842 par le scientifique et astronome anglais John Frederick William Herschel.
Le procédé utilise deux produits chimiques :
- Citrate d'ammonium ferrique (vert ou brun - il ne semble pas que cela ait des conséquences sur la qualité du tirage) ;
- Ferricyanure de potassium (rouge).

Le premier livre illustré par des photogrammes est British Algae (1843-1853) de la Britannique Anna Atkins (1799-1871), qui utilise des cyanotypes.

## Procédé
On mélange en volumes égaux une solution à 8 % (masse sur volume) de ferricyanure de potassium et une solution à 20 % de citrate d'ammonium ferrique. Ce mélange photosensible est ensuite appliqué sur une surface, par exemple sur une feuille de papier, à l'aide d'un pinceau en couche homogène. On laisse sécher dans l'obscurité ce support préparé. Une fois sec, il présente une couleur jaune tirant sur le vert.
Les cyanotypes peuvent être réalisés sur tout support capable d'être rendu photosensibles par cette préparation. Le papier à dessin épais est le médium le plus courant, mais du tissu ou une surface non poreuse recouverte de gélatine peuvent être utilisés.
Sous l'exposition à des rayons ultraviolets, le fer des surfaces exposées est réduit, formant sur le papier une couleur bleu de Prusse à bleu cyan. L'intensité du changement de couleur dépend de la quantité de rayons UV, mais on peut obtenir des résultats satisfaisants après trois à six minutes d'exposition en plein soleil en été.
Les motifs, qui apparaissent en clair sur fond sombre, peuvent être obtenus par contact avec tous formats de négatifs, sachant qu'il n'y a évidemment aucun agrandissement dans ce cas. N'importe quel type d'objet peut aussi être utilisé pour obtenir des photogrammes.
Après l'exposition, le fer qui n'a pas réagi (jaune-vert) est éliminé par rinçage à l'eau courante. Le cyanotype obtenu est ensuite séché à l'air libre.
Il existe des coffrets conçus pour exposer des cyanotypes, composés de tubes produisant une lumière UV avec une vitre abritant le papier recouvert du négatif. Le coffret se referme, évitant le contact des UV avec les yeux, et comporte une minuterie.
Il existe un autre procédé, plus récent et donnant le même résultat. La solution photosensible est alors constituée d'hexacyanoferrate de potassium ainsi que de dichromate d'ammonium. La solution de révélation, elle, est une solution de chlorure de fer (III). Le procédé est ensuite similaire au procédé traditionnel.
Il est possible de réaliser des tirages de cyanotypes, par exemple avec le tanin du thé vert. Le cyanotype doit être sous-exposé (nuances bleu clair à blanc). Après la fixation du cyanotype, on le trempe dans une infusion concentrée de thé vert refroidie à 40-45 °C. En remuant le bac pendant 20 à 40 minutes, le tirage vire progressivement en image proche du noir et blanc.

## Conservation
Contrairement à la plupart des procédés de reproduction anciens et récents, les cyanotypes n'aiment pas les environnements basiques, le risque étant de voir l'image pâlir.
Une autre caractéristique du cyanotype est sa propension à la régénération : les images ayant pâli, à cause d'une exposition prolongée à la lumière, peuvent souvent revenir à leur tonalité d'origine si on les entrepose dans un lieu obscur.
Des cyanotypes d'avant 1940 sont conservés dans des musées. Le musée Nicéphore-Niépce de Chalon-sur-Saône en expose parfois au public. Ils sont en parfait état de conservation.

## Artistes

### En France
En France, les conservateurs et les praticiens ont adopté le processus. Le caricaturiste, illustrateur, écrivain et photographe portraitiste Bertall (né Charles Albert, vicomte d'Arnoux, comte de Limoges-Saint-Saëns), associé à Hippolyte Bayard, est chargé dans les années 1860 de réaliser des portraits au cyanotype à partir de négatifs sur verre pour la Société d'ethnographie pour leur publication Collection anthropologique. Tout en étant artistiques dans leur exécution, ils répondent également aux intérêts scientifiques du groupe puisque chaque sujet est photographié nu avec des vues de face, de dos et de profil, non pas sur le terrain mais dans son studio. Le projet tire également partie de la facilité de production de multiples de cyanotypes pour la publication.
Les cyanotypes d'Henri Le Secq, qu'il a réalisés après avoir abandonné la photographie en 1856 pour continuer à peindre et à collectionner des œuvres d'art, étaient des réimpressions de ses célèbres œuvres, réalisées vers 1870, car il craignait de les perdre à cause de la décoloration. Il a donné aux réimpressions les dates des négatifs originaux, dont certains sont encore en bon état. Elles sont bien représentées dans les collections françaises.
Du début des années 1850 jusqu'aux années 1870, Corot, avec des artistes associés travaillant dans la ville de Barbizon et ses environs, adopte le cliché-verre dessiné à la main et, bien que la plupart soient imprimés sur du papier salé ou albuminé, certains utilisent le cyanotype.

### En Grande-Bretagne
Anna Atkins, qui était également une aquarelliste accomplie, est considérée comme la première à avoir réalisé des œuvres d'art avec le cyanotype, dans lesquelles les plantes marines apparaissent suspendues dans un bleu océanique, et bien que ses centaines d'images répondent à une curiosité scientifique, leur qualité esthétique a servi d'inspiration aux artistes du cyanotype depuis lors,.
La photographie au cyanotype était populaire dans l'Angleterre victorienne, mais elle a perdu de sa popularité avec l'amélioration de la photographie. Au milieu des années 1800, peu de photographes ont continué à exploiter ses qualités accessibles et lors de la Grande Exposition de 1851, malgré de nombreuses expositions de technologie photographique, seul un exemple du processus de cyanotype a été inclus,. Peter Henry Emerson a illustré l'attitude britannique selon laquelle les cyanotypes n'étaient pas dignes d'être achetés ou exposés, en affirmant que « Personne d'autre qu'un vandale n'imprimerait un paysage en rouge ou en cyanotype ».
En conséquence, le procédé se réduit à l'épreuvage des négatifs domestiques par des photographes amateurs et aux cartes postales, bien qu'un autre scientifique britannique, Washington Teasdale, membre de la Royal Astronomical Society, ait donné des centaines de conférences tout au long de sa vie et ait été l'un des premiers à les illustrer avec des diapositives de lanterne et, jusqu'en 1890, à enregistrer ses expériences et ses spécimens, en utilisant le cyanotype, dont une collection est conservée au Museum of the History of Science, à Oxford.